# Omar Khadr

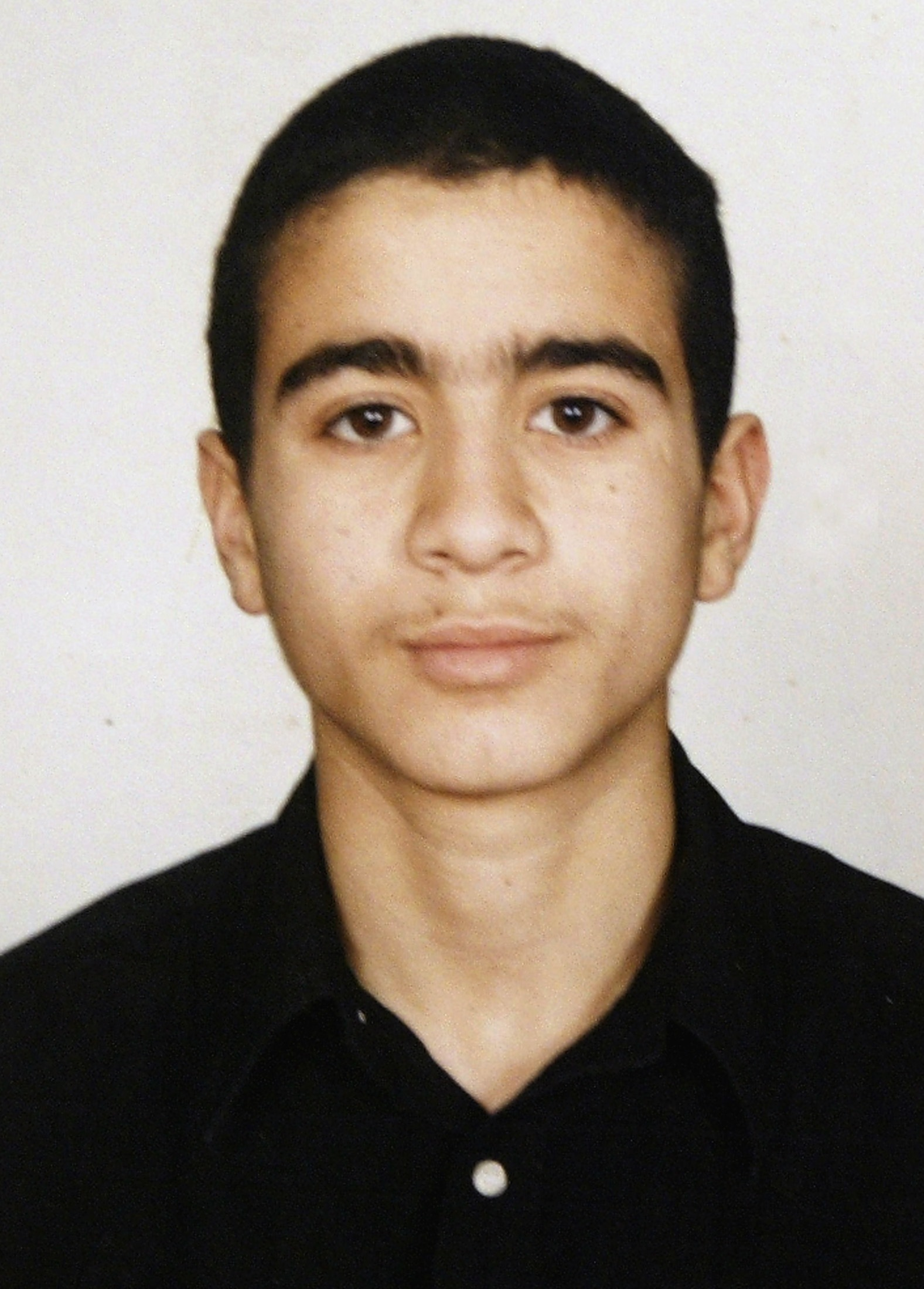
Omar Khadr, um 2001

Omar Khadr (* 19. September 1986 in Toronto) ist das vierte Kind der Familie Khadr aus Kanada. Er wurde im Alter von 15 Jahren von amerikanischen Streitkräften nach einem Feuergefecht am 27. Juli 2002, in dem ein US-amerikanischer Soldat einer Spezialeinheit getötet wurde, in Afghanistan in US-Militärgewahrsam genommen. Bei diesem Angriff wurde Khadr von den Explosionen schwer verletzt, verlor die Sehfähigkeit seines linken Auges und wurde am Boden liegend von zwei Kugeln in den Rücken getroffen.
Zunächst wurde Omar Khadr drei Monate lang im Militärgefängnis Bagram festgehalten. Die nächsten 8 Jahre wurde er ohne Anklage und Gerichtsverfahren im Gefangenenlager der Guantanamo Bay Naval Base der Regierung der Vereinigten Staaten von Amerika auf Kuba gefangen gehalten und erlitt psychische wie physische Folter. Anstatt als Minderjähriger angesehen und entsprechend behandelt zu werden, wie es das Völkerrecht vorschreibt, wurde Omar Khadr als feindlicher Kämpfer eingestuft, und es wurde ihm verweigert, die Rechtmäßigkeit seiner Haft anzufechten. Erst im November 2004 – über zwei Jahre nach seiner Festnahme – durfte er mit einem Anwalt sprechen.
Omar Khadr war 2005 zum ersten Mal für ein Verfahren vor einer Militärkommission vorgesehen worden. Das von Präsident George W. Bush eingerichtete System der Militärkommissionen wurde jedoch 2006 vom Obersten US-Bundesgericht für verfassungswidrig erklärt. Ersetzt wurde es durch ein ähnliches System auf Grundlage des Military Commissions Act (MCA) von 2006. Seine Anklage bezog sich auf eine abgeänderte Version des MCA von 2006, die Präsident Barack Obama im Oktober 2009 unterzeichnete.
Am 26. Mai 2010 forderte UNICEF ein Ende des Militärverfahrens gegen Omar Khadr. Der UN-Ausschuss über die Rechte des Kindes forderte bei einer Prüfung der Einhaltung des Fakultativprotokolls „Beteiligung von Kindern an bewaffneten Konflikten“ der UN-Kinderrechtskonvention die USA auf, keiner Person vor einem Militärgericht den Prozess zu machen, die als Kind in einem bewaffneten Konflikt inhaftiert wurde. Radhika Coomaraswamy, die UN-Sonderbeauftragte für das Programm Kinder und bewaffnete Konflikte warnte die USA davor, mit der Fortsetzung von Omar Khadrs Militärverfahren einen gefährlichen Präzedenzfall zu schaffen und forderte die Behörden in den USA und in Kanada auf, gemeinsam eine geeignetere Lösung zu finden.
Erst am 10. August 2010 konnte sich Omar Khadr vor einem Militärtribunal verantworten. Sein Anwalt hatte es geschafft, eine Freigabe des ursprünglich als geheim eingestuften Videos zu bewirken, in dem man Omar Khadr bei einem Verhör durch kanadische Geheimdienstexperten sieht. Dort berichtet Khadr unter anderem, von Amerikanern gefoltert worden zu sein und beklagt mangelnde medizinische Versorgung in Guantanamo sowie die Gleichgültigkeit der kanadischen Behörden. Sein Anwalt schaffte die Zulassung der Videoaufnahme beim Prozess, um nachzuweisen, dass Omar Khadr unter Druck gesetzt wurde und somit seine Geständnisse erpresst wurden.
Am 31. Oktober 2010 wurde Khadr symbolisch zu 40 Jahren Haft verurteilt, wovon er noch acht Jahre in Guantanamo Bay absitzen sollte. Er hatte sich schuldig bekannt in den Anklagepunkten Mord, versuchter Mord, Verschwörung, Spionage und der Unterstützung einer „terroristischen Vereinigung“. Unter anderem gab er zu, 2002 den US-Soldaten mit einer Handgranate getötet zu haben. Sein Schuldbekenntnis war Teil einer strafmildernden Vereinbarung mit den US-Behörden.
Der Oberste Gerichtshof in Kanada ordnete an, dass Omar Khadr von der kanadischen Regierung entschädigt werden müsse. Ausschlaggebend für diese Entscheidung war, dass sich kanadische Beamten an den Verhören im Lager Guantanamo beteiligt hatten, obwohl sie wussten, dass er während seiner unrechtmäßigen Haft eine menschenunwürdige Behandlung erfahren hatte. Die auf diese   Weise gewonnenen Aussagen wurden an die US-Behörden weitergegeben und trugen somit zur Verlängerung der unrechtmäßigen Haft bei.
Nach zehn Jahren Haft auf Kuba wurde Khadr Ende September 2012 im Alter von 26 Jahren aus dem US-Gefangenenlager Guantanamo in das Hochsicherheitsgefängnis Millhaven Institution in Bath in der Provinz Ontario verlegt. Dort sollte er den Rest seiner Haftzeit von sieben Jahren absitzen.
Am 7. Mai 2015 wurde Omar Khadr unter Bewährungsauflagen aus der Haft entlassen. Im Jahre 2017 erhielt er von der kanadischen Regierung eine Entschädigung von 10,5 Millionen Kanadischen Dollar (etwa 7,1 Millionen Euro).
Sein Schicksal ist einzigartig, er ist der jüngste Mensch, der sich je als Kriegsverbrecher vor einem Gericht zu verantworten hatte. Khadr, der kanadischer Staatsbürger ist, war der letzte noch in Guantanamo befindliche Bürger eines „westlichen Landes“. Sein Heimatland Kanada weigerte sich, trotz des Drängens von Amnesty International, einen Auslieferungs- oder Rückführungsantrag zu stellen.
Die Ereignisse im Leben von Khadr wurden im Dokumentarfilm Guantanamo's Child, unter der Regie von Patrick Reed, Michelle Shephard und Peter Raymont, verfilmt.